# São José (Braço do Norte)
São José é um bairro da cidade catarinense de Braço do Norte.
São José foi povoado por imigrantes alemães que se estabeleceram inicialmente na Colônia Teresópolis e depois em São Bonifácio. Ao escolherem terras mediram apenas as cabeceiras na margem do rio. Dentre os primeiros moradores constam João Bloemer, um certo Eising, Antônio Dismann, Teodoro Bloemer, Henrique Bloemer, Henrique Scheper, Jacó Wiggers e o pai de Guilherme Oenning, o entrevistado. Moravam em suas terras, não sendo constituído um centro da localidade.
São José era o centro dos alemães. Os colonos alemães da região de Braço do Norte, especificamente o Quadro do Norte e não o atual município de São Ludgero, deslocavam-se para São José a fim de frequentarem as cerimônias religiosas, onde todos falavam alemão, já que nos primórdios da colonização os alemães ainda não haviam se fixado no centro do atual município de Braço do Norte, onde predominavam os nacionais que se comunicavam em português.